# Station Gronau (Westf)
Station Gronau (Westf) is het spoorwegstation van de Duitse plaats Gronau.

## Geschiedenis
Het station werd geopend op 1 oktober 1875, toen de door de Königlich-Westfälische Eisenbahn-Gesellschaft tezamen met de Dortmund-Gronau-Enscheder Eisenbahn-Gesellschaft aangelegde spoorlijnen Münster - Gronau en Dortmund - Gronau officieel werden geopend. Twee weken later werd ook de lijn naar Enschede geopend. In 1908 volgde de aansluiting op het net van de Bentheimer Kreisbahn, welke tegenwoordig tussen Achterberg en Gronau is opgebroken.
Waar in het verleden treinen vanuit Gronau naar de Randstad (o.a. Amsterdam, Rotterdam en Den Haag) reden, werden de verbindingen met Nederland langzamerhand steeds meer ingekort. Totdat in 1968 enkel nog een verbinding met Enschede resteert, die tegen 1981 slechts één keer per dag reed. Ook aan Duitse zijde werd er steeds meer gesnoeid in de verbindingen, in 1976 verdween de rechtstreekse verbinding met Dortmund en reed er nog slechts één rechtstreekse trein naar Münster. Met ingang van 27 september 1981 werd het treinverkeer tussen Enschede en Gronau gestaakt. 20 jaar lang zou Gronau een kopstation worden voor de treinen uit de richting Dortmund en Münster.
Eind jaren 90 werd besloten om de verbinding met Enschede te herstellen, waarna de lijn na een grondige renovatie op 16 november 2001 werd heropend, en de verbinding van Gronau met Enschede per spoor hersteld. Sindsdien rijden er weer ieder uur om en om (halfuursdienst Enschede-Gronau) rechtstreekse treinen naar Münster (RB 64 EuregioBahn) en Dortmund (RB 51 Westmünsterlandbahn) die beiden door DB Regio worden geëxploiteerd.
Vanaf zondag 1 augustus 2021 is het mogelijk om met de OV-chipkaart van Enschede door te reizen naar Gronau. Keolis Nederland heeft bekendgemaakt dat het Duitse grensstation inmiddels voorzien is van een in- en uitcheckpaaltje.

## Treinverbindingen
De volgende treinseries stoppen in Gronau:
| Serie       | Treinsoort                            | Route                                                                             | Bijzonderheden                                                                                 |
| ----------- | ------------------------------------- | --------------------------------------------------------------------------------- | ---------------------------------------------------------------------------------------------- |
| 20250 RB 51 | Stoptrein/Regionalbahn (DB Regio NRW) | Dortmund Hbf – Preußen – Lünen Hbf – Coesfeld (Westf) – Gronau (Westf) – Enschede | Westmünsterland-Bahn Dortmund-Lünen 2x per uur, van/naar Enschede en in het weekend 1x per uur |
| 20180 RB 64 | Regionalbahn (DB Regio NRW)           | Münster (Westf) Hbf – Steinfurt-Burgsteinfurt – Gronau (Westf) – Enschede         | Euregio-Bahn                                                                                   |

## Afbeeldingen

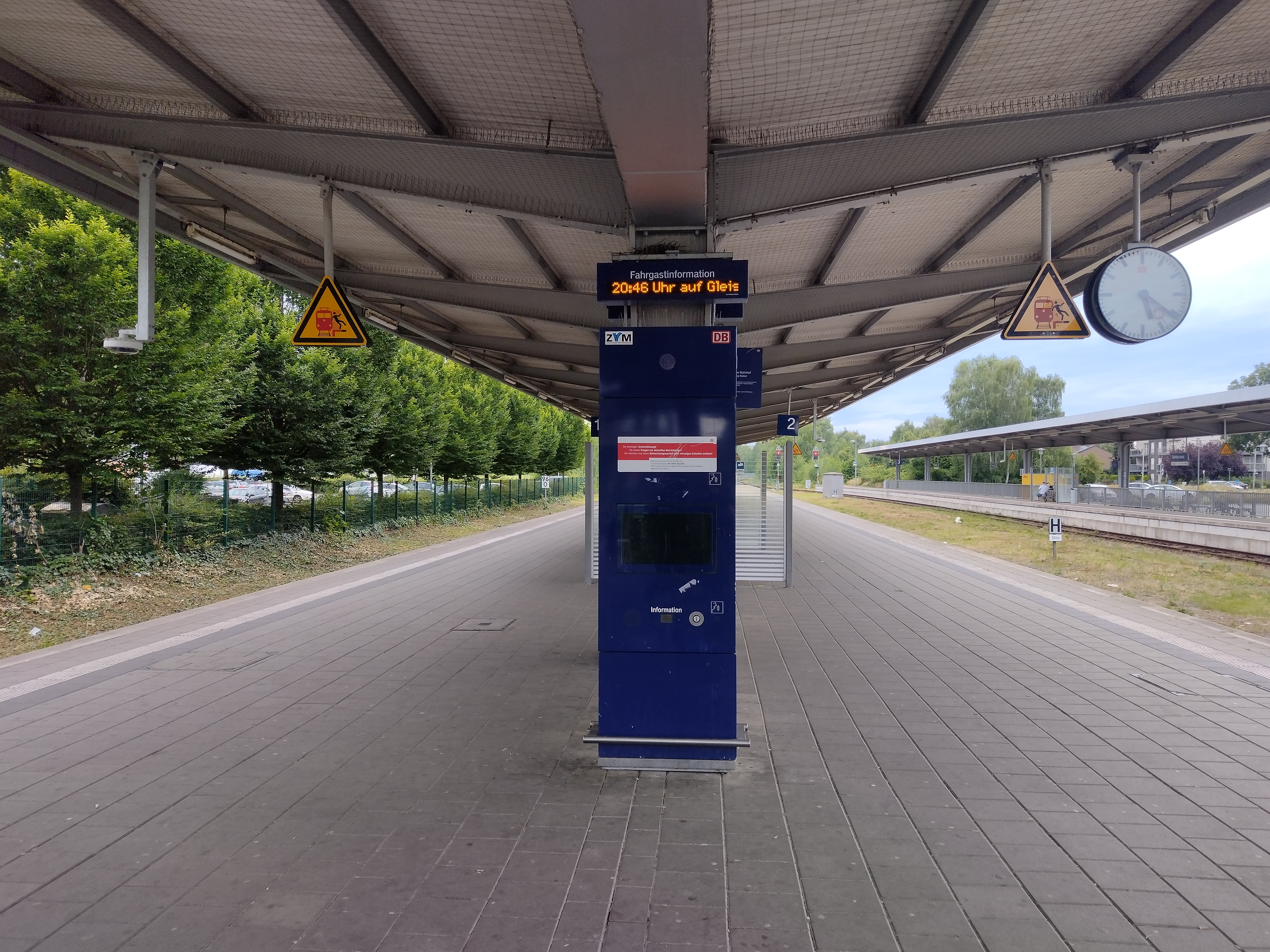
De perrons van het station in 2024
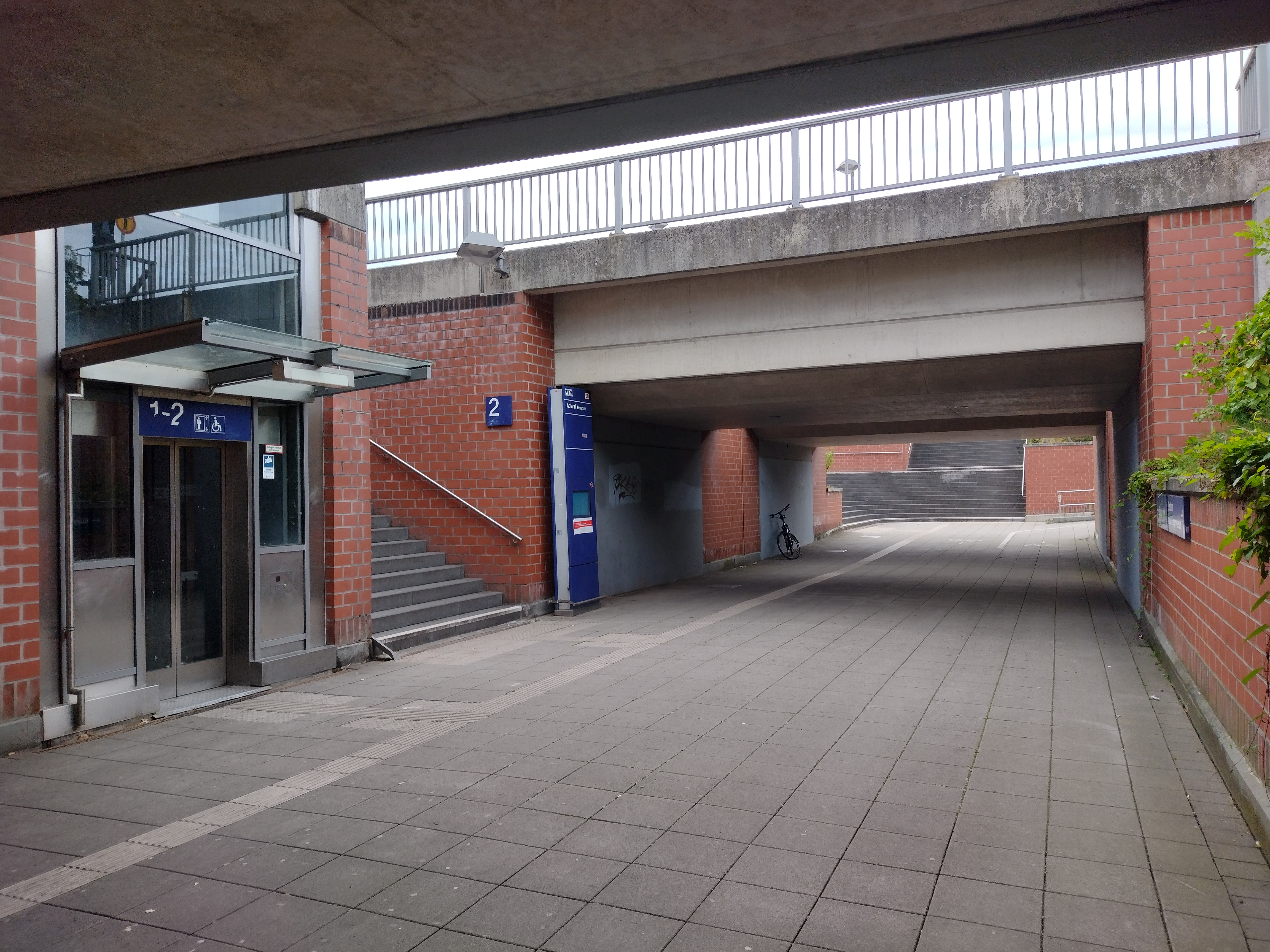
Tunnel onder de sporen van het station
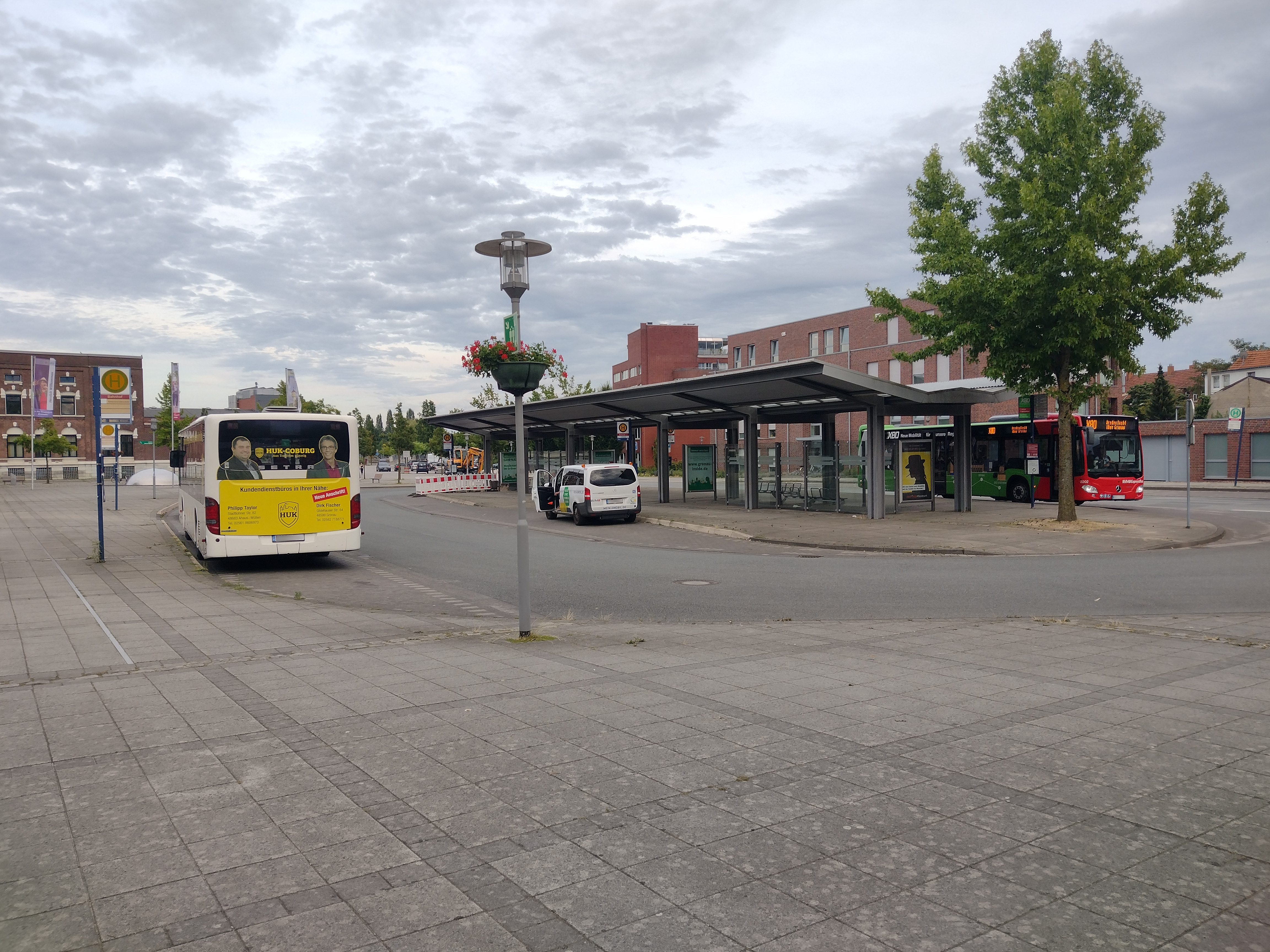
Het busstation van het station
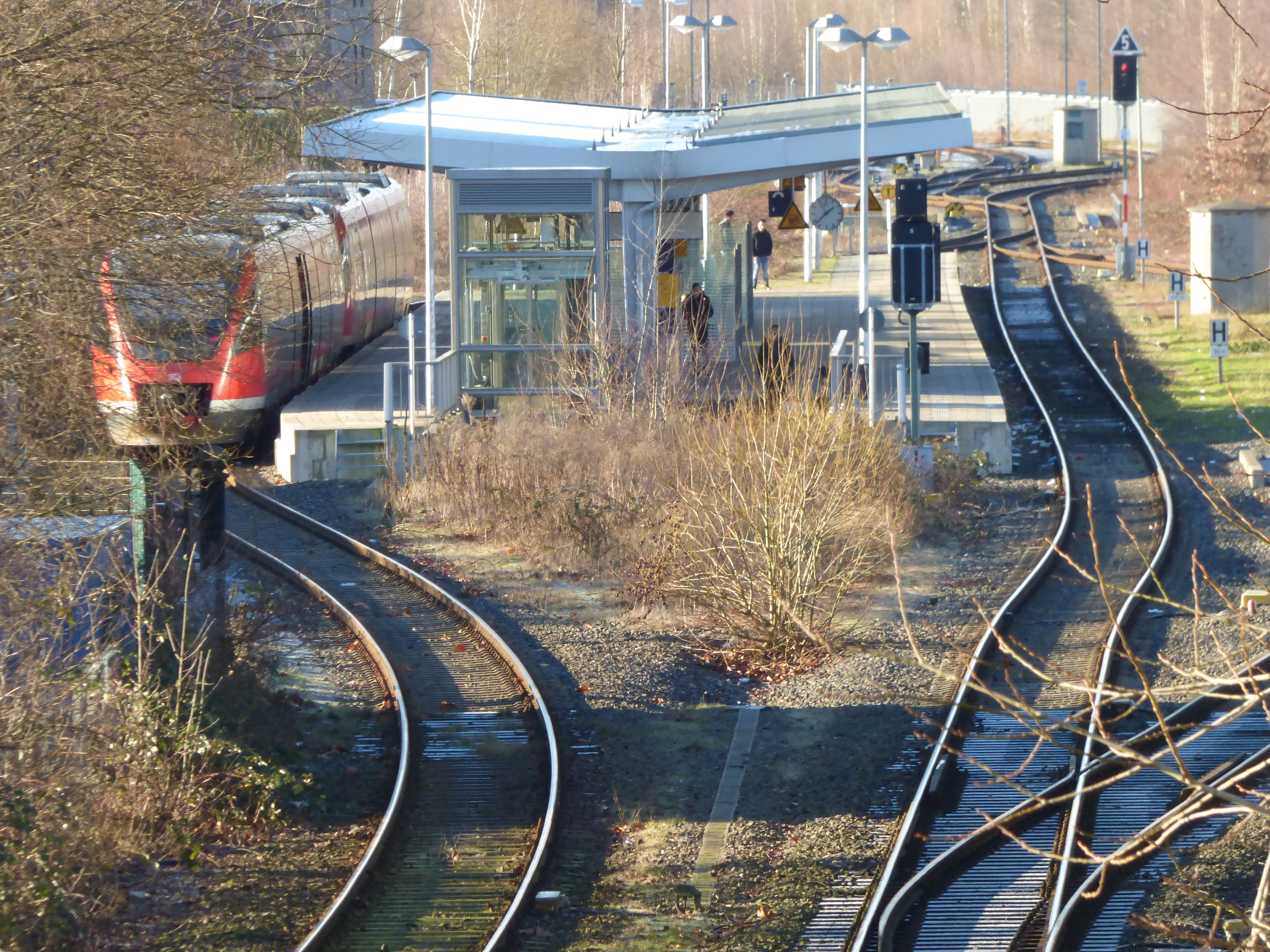
Trein op het station in 2017
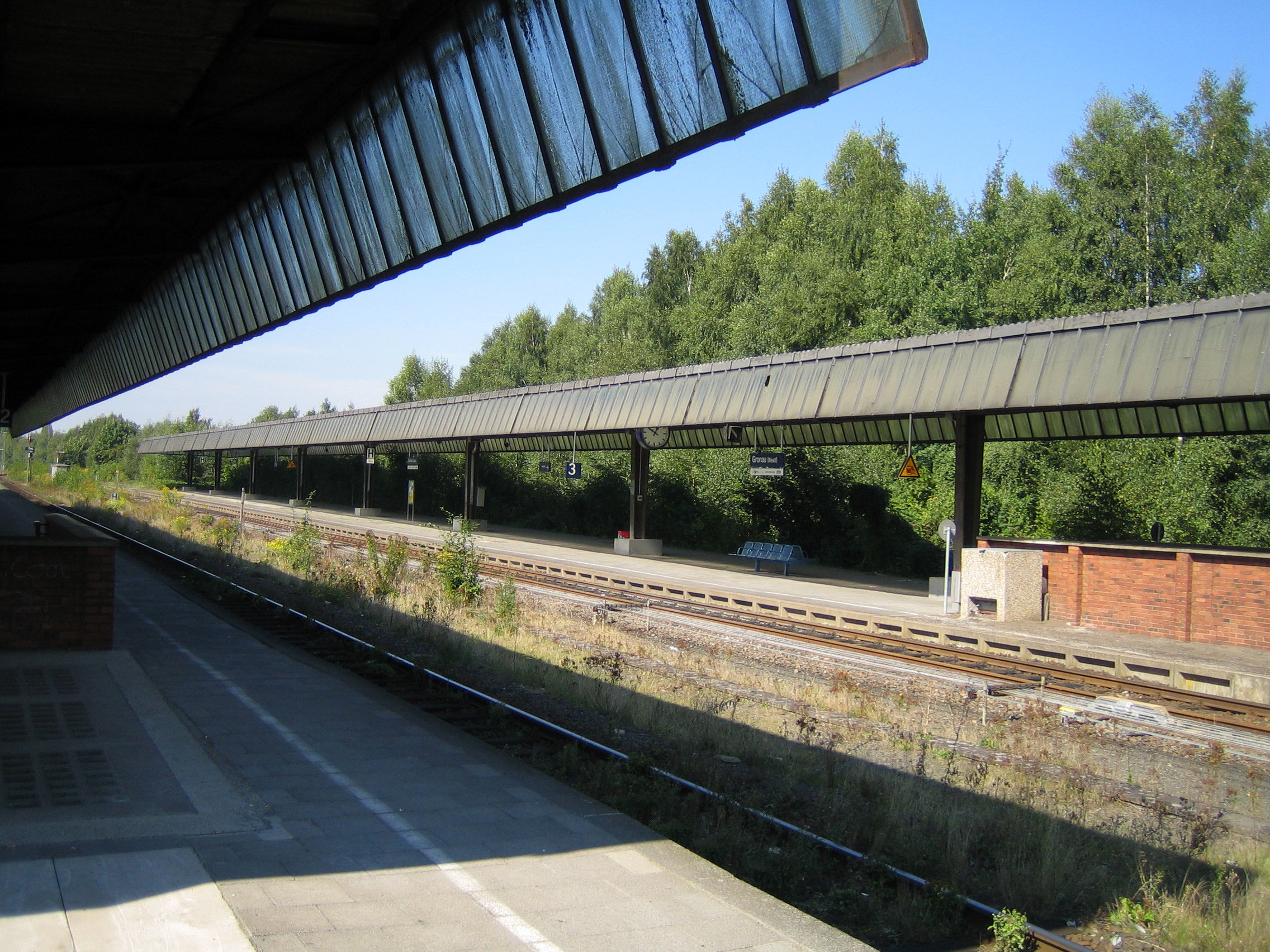
Perrons van het station in 2005

Münster-Zentrum Nord ·
Münster-Häger ·
Altenberge ·
Nordwalde ·
Steinfurt-Borghorst ·
Steinfurt-Grottenkamp ·
Steinfurt-Burgsteinfurt ·
Metelen Land ·
Ochtrup ·
Gronau ·
Glanerbrug
Dortmund Hbf ·
Dortmund-Kirchderne ·
Dortmund-Derne ·
Preußen ·
Lünen Hbf ·
Bork ·
Selm-Beifang ·
Selm ·
Lüdinghausen ·
Dülmen ·
Lette ·
Coesfeld (Westf) ·
Rosendahl-Holtwick ·
Legden ·
Ahaus ·
Epe ·
Gronau